# Günther Förg

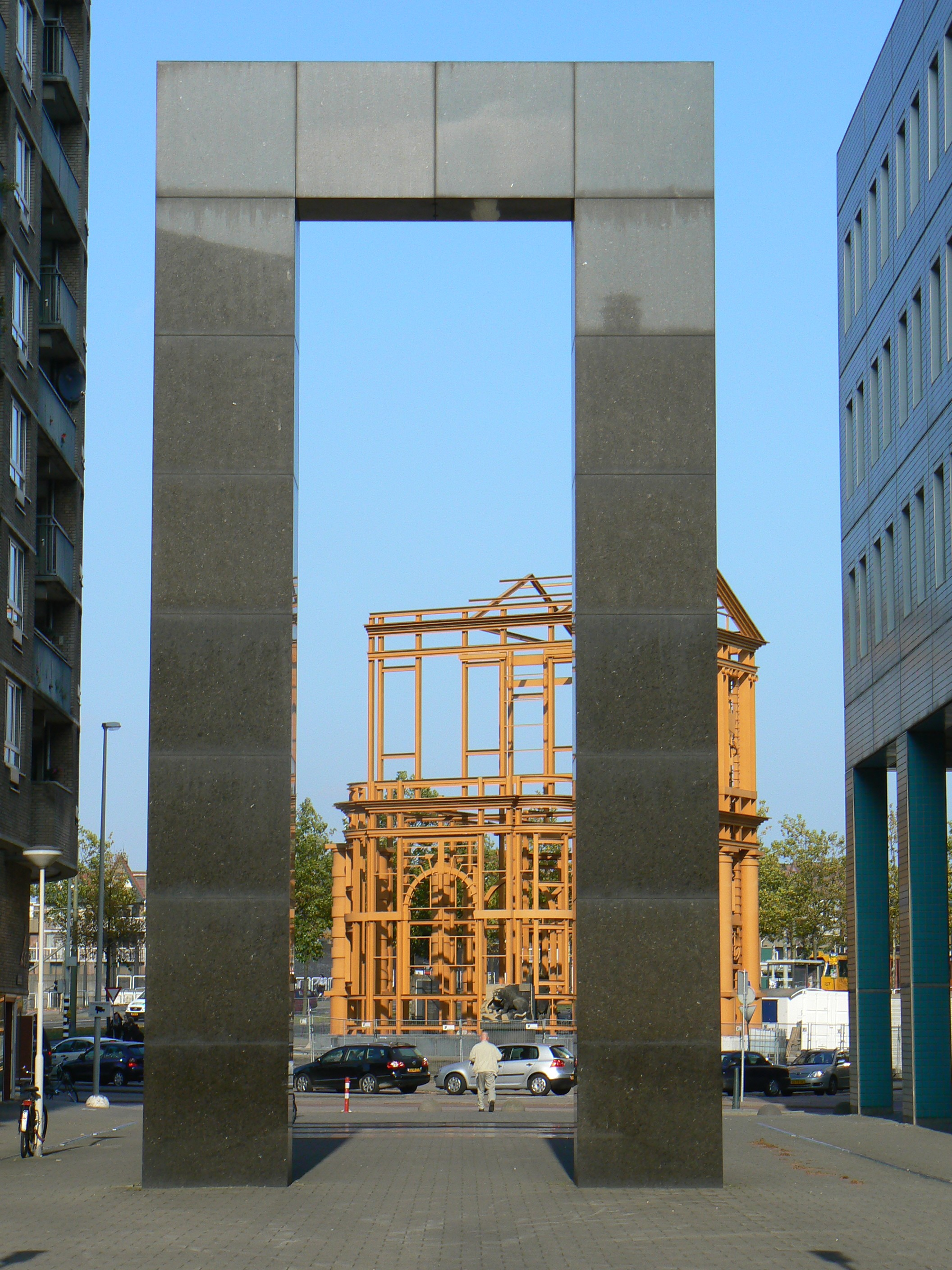
Tor und Stele
Skulptur, Rotterdam 1994

Günther Förg (* 5. Dezember 1952 in Füssen; † 5. Dezember 2013 in Freiburg im Breisgau) war ein deutscher Maler, Bildhauer und Fotokünstler.

## Leben und Werk
Förg studierte von 1973 bis 1979 an der Akademie der Bildenden Künste in München bei Karl Fred Dahmen. Die erste Einzelausstellung fand 1980 in der Münchner Galerie Rüdiger Schöttle statt. 1984 nahm er an der Ausstellung von hier aus – Zwei Monate neue deutsche Kunst in Düsseldorf teil. Förg war 1992 auf der documenta IX vertreten. 1992 bis 1999 unterrichtete er an der Hochschule für Gestaltung in Karlsruhe. 1996 wurde ihm der Wolfgang-Hahn-Preis verliehen. Ab 1999 hatte er eine Professur an der Akademie der Bildenden Künste München inne.
Auf Günther Förg wirkte besonders die Architektur, welche sein gesamtes Schaffen prägte. Insbesondere die italienische Architektur des Rationalismus und Bauwerke der Moderne des 20. Jahrhunderts bildeten die Themen seiner fotografischen Arbeiten. Diese bezogen sich zum Beispiel auf die Moderne in Moskau und die Bauhausarchitektur in Israel mit Gebäuden aus Tel Aviv und Jerusalem und das IG-Farben-Haus in Frankfurt am Main.
Ab den 1990er-Jahren entstanden großformatige Fenster- und Gitterbilder auf Leinwand oder Papier. Mit scheinbar hastig gesetzten Pinselstrichen und Flächen in gebrochenen Farben ließ er Flimmereffekte und Lichtstimmungen entstehen, die an geometrische Strukturen von Architektur denken lassen, aber auch an Eigenschaften von Natur und Landschaft.
Unter dem Titel 3 Bilder – 30 Aquarelle wurden 2007 im Museum der Stadt Füssen speziell angefertigte Werke der Allgäuer Landschaft gezeigt. Im Frühjahr 2008 zeigte das Essl Museum in Klosterneuburg bei Wien in der Ausstellung Günther Förg. Back and Forth Werke Förgs zusammen mit der Sammlungsschau Baselitz bis Lassnig – Meisterhafte Bilder mit Werken von Georg Baselitz, Anselm Kiefer, Maria Lassnig, Markus Lüpertz, Sigmar Polke, Arnulf Rainer und Gerhard Richter sowie einer Immendorff-Ausstellung und stellte damit die Werke in den Kontext deutscher Malerei.
2010 zeigte das Sinclair-Haus in Bad Homburg vor der Höhe Arbeiten auf Papier aus dem Zeitraum von 2006 bis 2010. Zwei Jahre nach Förgs Schlaganfall zeigte 2012 der Kunstraum Grässlin, St. Georgen im Schwarzwald, einen Überblick über sein künstlerisches Werk. Im Sommer 2016 eröffnete die Stiftung zur Förderung zeitgenössischer Kunst die Bibliothek Günther Förg in Weidingen / Eifel mit einem Bestand von 3.000 Büchern aus der Sammlung des Künstlers. 2018 widmeten das Stedelijk Museum Amsterdam in Zusammenarbeit mit dem Dallas Museum of Art und der Kunstverein Reutlingen Günther Förg umfangreiche Retrospektiven.
Mit einer Auswahl von über 100 Gemälden aus allen Schaffensphasen zeigte 2023 das Shanghaier Long Museum die erste institutionelle Ausstellung Förgs in Asien.
Günter Förg starb an seinem 61. Geburtstag in Freiburg im Breisgau.

## Auszeichnungen
- 1996: Wolfgang-Hahn-Preis KÖLN
- 2003: Bundesverdienstkreuz am Bande

## Arbeiten in öffentlichen Sammlungen
- Museum für Moderne Kunst (MMK), Frankfurt am Main: Ohne Titel, 1990, Bronzeguss, 239,5 × 120,5 × 10,5 cm. Erworben 1990, Inv. Nr. 1990/250; Wandmalerei, 1991, Acrylfarbe, 12,3 × 7,2 m. Erworben 1991, Inv. Nr. 1991/238
- Kunstmuseum, Den Haag, Niederlande: “The Hague Painting”, 1988, 12× Farbe auf Blei.

## Ausstellungen (Auswahl)

### Einzelausstellungen
- 1982: Galerie Achim Kubinski, Stuttgart
- 1983: Galerie Max Hetzler, Stuttgart
- 1986: Galerie Peter Pakesch, Wien[6]
- 1991: Kunsthalle Tübingen: Günther Förg, 10. August – 15. September 1991
- 2005: Max Dudler, Günther Förg, Architektur Galerie, Berlin
- 2006: Günther Förg – Raum und Fläche – Fotografien, Kunsthalle Bremen
- 2007: Museum für Gegenwartskunst, Basel
- 2008: Günther Förg – BACK AND FORTH, Essl Museum – Kunst der Gegenwart, Klosterneuburg/Wien, Katalog Essl Museum
- 2009: Fondation Beyeler, Riehen
- 2010: Günther Förg – Wandmalerei und Fotografie, Galerie Vera Munro, Hamburg
- 2011: Günther Förg – Bilder, Wandmalereien und Fotografie 1987–2011, Galerie Max Hetzler, Berlin
- 2014: Günther Förg., Museum Brandhorst, München[7]
- 2016: FÖRG – Günther Förg aus der Sammlung Kopp München, MEWO Kunsthalle, Memmingen[8]
- 2018: Günther Förg [Ohne Titel] 1976–2018, Kunstverein Reutlingen
- 2018: A Fragile Beauty, Stedelijk Museum Amsterdam
- 2023: Günther Förg: Trunk Road and Branch Roads, Long Museum, Shanghai
- 2024: Günther Förg: Legacy of Modernism, Centro de Arte Contemporáneo, Málaga
- 2024: Günther Förg: Arbeiten auf Papier, 1975–2009, Hauser & Wirth, Zürich

### Gruppenausstellungen
- 1984: von hier aus, Düsseldorf
- 1987: Malerei-Wandmalerei, Grazer Kunstverein / steirischer herbst[9]
- 1992: documenta IX, Kassel
- 2014: Beyond Architecture (1950-2014) – Karl Hugo Schmölz, Irmel Kamp u. a. Die Möglichkeiten künstlerischer Betrachtung von Architektur innerhalb exemplarisch fotografischer Positionen., Neuer Aachener Kunstverein in Kooperation mit der RWTH Aachen und der FH Aachen[10].
- 2022: wir sagen uns Dunkles dark things we tell each other, Miettinen Collection, Berlin

## Belege
1. ↑  Hans-Joachim Müller: Der Vorzug des nicht Festgelegtseins. Welt Online, 10. Juni 2012, abgerufen am 3. Juli 2012.
2. ↑  https://www.kunst-in-weidingen.de/de/bibliothek-guenther-foerg
3. ↑  https://www.stedelijk.nl/en/exhibitions/guenther-foerg-a-fragile-beauty
4. ↑  https://kunstverein-reutlingen.de/ausstellungen/guenther-foerg-ohne-titel-1976-2008
5. ↑  Long Museum: Günther Förg – Trunk Road and Branch Roads.
6. ↑  Plakat zu den Ausstellungen Günter Förg und Franz West: Redundanz, Galerie Peter Pakesch, Wien, 1986. Archiviert vom Original (nicht mehr online verfügbar) am 2. September 2019; abgerufen am 10. März 2018.  Info: Der Archivlink wurde automatisch eingesetzt und noch nicht geprüft. Bitte prüfe Original- und Archivlink gemäß Anleitung und entferne dann diesen Hinweis.
7. ↑  Seite des Museums zur Ausstellung (Memento des Originals vom 22. Oktober 2014 im Internet Archive)  Info: Der Archivlink wurde automatisch eingesetzt und noch nicht geprüft. Bitte prüfe Original- und Archivlink gemäß Anleitung und entferne dann diesen Hinweis., abgerufen am 19. Mai 2014.
8. ↑  Seite des Museums zur Ausstellung, abgerufen am 26. Mai 2016.
9. ↑  steirischer herbst: Malerei - Wandmalerei / steirischer herbst 1987 / Jahre / Archiv / Home - steirischer herbst. Archiviert vom Original (nicht mehr online verfügbar) am 11. März 2018; abgerufen am 10. März 2018 (deutsch).  Info: Der Archivlink wurde automatisch eingesetzt und noch nicht geprüft. Bitte prüfe Original- und Archivlink gemäß Anleitung und entferne dann diesen Hinweis.
10. ↑  Mitteilung zur Ausstellung, abgerufen am 25. August 2014

| Personendaten    | Personendaten                              |
| ---------------- | ------------------------------------------ |
| NAME             | Förg, Günther                              |
| KURZBESCHREIBUNG | deutscher Maler, Grafiker und Fotokünstler |
| GEBURTSDATUM     | 5. Dezember 1952                           |
| GEBURTSORT       | Füssen, Allgäu                             |
| STERBEDATUM      | 5. Dezember 2013                           |
| STERBEORT        | Freiburg im Breisgau                       |